# Rafael Klein

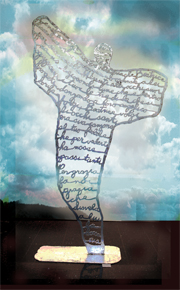
Angel of Poetry, Biblioteca Classense, Rávena

Rafael Klein, conocido también como Randy Klein (nacido en 1949 en Nueva York ) es un artista británico-estadounidense que vive y trabaja en Londres.  Klein tuvo su formación en la Art Students League de Nueva York. Su obra se basa en la pintura, escultura y libros de artista. Su primera gran exposición fue 'Tin Temples' en 112 Greene St. en Nueva York. Se mudó a Londres en 1984 y tuvo su estudio en el Diorama junto a Justin Mortimer y Tai-Shan Schierenberg . De 1991 a 2000 fue catedrático de Escultura en Metal en el City and Islington College. Sus obras se encuentran en colecciones públicas y privadas en Europa y Estados Unidos, incluida la Tate Gallery,  el Victoria and Albert Museum y el Museum of Modern Art .  Ha creado esculturas públicas, incluso en la estación Nunhead de Londres y la Biblioteca Classense de Rávena, en Italia. 

## Crítica
'Klein parece pensar en términos escultóricos de manera tan fácil y directa como el pájaro canta. Su exposición de esculturas y gráficas en la Accademia Italiana y la Academia Europea es casi como un paseo en Disneyland, por lo exuberante que es su invención. ' John Russell Taylor
The Times, Londres
'Klein cuenta historias que hacen piruetas en el delicado límite entre el desapego y la compasión. ' Cathy Courtney, Arte Mensual
'El libro de Klein es una historia épica de creación y destrucción. La estructura nos permite seguir una narrativa y descubrir capas de significado de una manera que no se podría hacer con ninguna otra forma de arte.' Meg Duff, bibliotecaria de la Tate Gallery, Libros de artistas
'Rafael Klein es probablemente más conocido como un artista que trabaja en varios formatos diferentes: libros, pintura, cada vez más películas y quizás sobre todo escultura. Uno de los puntos fuertes de Rafael es la amabilidad, la ternura de su obra figurativa. Siento que el trabajo de Rafael ofrece consuelo y promesa: el artista nos toma de la mano, nos guía y nos muestra cómo podemos superar todo. ' Dr. Richard Price, Jefe de Colecciones Británicas Contemporáneas, Biblioteca Británica